# Audżila
Audżila (arab. اوجلة, Awjilah, łacina Augila) – miasto we wschodniej Libii, w gminie Al-Wahat, położone w oazie na Pustyni Libijskiej. W 2010 roku miasto liczyło 4756 mieszkańców.